# Кіта тайванська
Кіта тайванська (Urocissa caerulea) — вид горобцеподібних птахів родини воронових (Corvidae).

## Поширення
Ендемік острова Тайвань. Мешкає в широколистяних лісах на висоті 300—1200 м над рівнем моря.

## Опис
Це стрункі на вигляд птахи з округлою головою з довгим і міцним конічним дзьобом із гачкуватим кінцем, довгими пальчастими крилами, довгим хвостом і сильними ногами. Птах завдовжки 63-68 см (з яких 34-42 см припадає на дуже довгого хвоста), вагою 254—260 г. Оперення чорне на голові, шиї та верхній частині грудей, тоді як решта тіла рівномірно блакитне, має тенденцію до світлішого білого кольору на підхвісті та димчасто-сіруватого кольору на нижній частині хвоста та крил. Дзьоб і ноги коралово-червоні, а очі жовті.